# Удумашвили, Заал
Заал (Залико) Удумашвили (груз. ზაალ უდუმაშვილი; род. 27 февраля 1971, Тбилиси) — грузинский журналист и политик. Депутат Парламента Грузии с 2020 года от партии Единое национальное движение.
Окончил Тбилисский ветеринарный институт (1994). В 1992—1998 гг. тележурналист Второго канала Грузинского телевидения, в 1998—2001 гг. ведущий новостей телеканала «Ивери», в 2001—2003 гг. ведущий Первого канала. В 2003—2017 гг. ведущий и один из руководителей частного телеканала «Рустави 2».
Занял третье место на выборах мэра Тбилиси в 2017 году. На парламентских выборах 2020 года был избран по партийному списку блока «Сила в единстве» в качестве одного из лидеров оппозиционного Единого национального движения.
У него есть жена и двое сыновей. Он был судьей конкурса Georgia’s Got Talent!